# عظاءة الوادي الملون
عظاءة الوادي الملون  (التسمية الثنائية:†Chromogisaurus) هي جنس منقرض من الديناصورات القاعدية يتبع فصيلة عظايا غوايبا من رتبة شبيهات عظائيات الأرجل.